# Asil Nadir
Asil Nadir est un homme d'affaires chypriote turc né le 1er mai 1941 à Lefke et mort le 9 février 2025 à Nicosie.
Il se rend célèbre dans les années 1980 à la tête du conglomérat Polly Peck mais a fui en république turque de Chypre du Nord (RTCN) en 1993 après l'effondrement de son empire et doit répondre de 66 accusations de vol.
Le 13 mars 2009, il dénonce les pressions administratives et fiscales exercées par les autorités pour réduire au silence son groupe médiatique Kibris (en turc : Kıbrıs) avant des élections générales anticipées. Selon des partis d'opposition et des syndicats, les autorités tentent de museler le groupe en raison de récents articles critiques à leur égard. Le groupe Kibris est la plus importante entreprise médiatique de la RTCN avec un journal, des chaînes de télévision une radio et une agence de distribution.
Le 23 août 2012, Asil Nadir est condamné à dix ans de prison.